# La Lealtad Gallega
La Lealtad Gallega fue un periódico editado en la ciudad española de Pontevedra entre 1895 y 1896.

## Descripción
Apareció el primer día de enero de 1895. Llevaba el encabezado de «Dios, Patria, Rey» y alternaba entre los subtítulos de «diario tradicionalista de Pontevedra» y «diario carlista». En el primer número, bajo la presentación como «órgano del Partido Carlista de la provincia», se incluyeron unas palabras de Carlos de Borbón y Austria-Este a Enrique de Aguilera y Gamboa, marqués de Cerralbo, que dicen: «Si se puede ser católico sin ser carlista no se puede ser carlista sin ser católico».
Fue denunciado en abril de ese mismo año, a lo que respondió con el siguiente mensaje:

«Esto no coarta nuestro entusiasmo y no nos impedirá que continuemos descubriendo todos los chanchullos que sepamos. Todo lo contrario. Mañana pensamos descubrir algo del Ayuntamiento de Valga; pero... cosas gordas y con pruebas fehacientes, pues se trata nada menos que de 14.000 y pico de pesetas, que por real orden debían devolver a los vecinos, y... no las han devuelto...»
De algún número de abril de 1895, recogido por Navarro Cabanes

Cesó en su publicación en 1896.